# Edin Višća
Edin Višća (* 17. Februar 1990 in Olovo) ist ein bosnisch-herzegowinischer Fußballspieler, der für Trabzonspor spielt.

## Karriere

### Verein
Edin Višća begann mit dem Vereinsfußball in der Jugend von FK Budućnost Banovići. Von hier aus wechselte er ins Profi-Team des FK Željezničar Sarajevo. Hier spielte er zwei Spielzeiten und erzielte in 39 Ligapartien elf Tore.
Zur Spielzeit 2011/12 wechselte er in die Türkei zum Süper-Lig-Verein Istanbul Büyükşehir Belediyespor (seit 2014 Istanbul Başakşehir). Hier wurde er auf Anhieb Stammspieler. Es gelang ihm in seiner Zeit dort in jedem Jahr zweistellige Scorerzahlen zu erreichen und er wurde zum Spieler mit den zweitmeisten Spielen für den Verein sowie bestem Torschützen. Zudem ist er der meist eingesetzte Nicht-Türke der Historie.
In der Saison 19/20 gelang es ihm und seinem Team zum ersten Mal seit Bursaspor (09/10) die Dominanz der drei großen Istanbuler Vereine (Besiktas, Fenerbahçe und Galatasaray) zu brechen und türkischer Meister zu werden.
Seit der Rückrunde der Saison 2021/2022 steht er bei Trabzonspor unter Vertrag.

### Nationalmannschaft
Višća spielte zwischen 2007 und 2012 für die bosnisch-herzegowinische U19- und U21-Nationalmannschaft. Im Jahr 2010 machte er sein A-Länderspieldebüt für die A-Nationalmannschaft.

## Erfolge
- Željezničar Sarajevo
  - Bosnisch-herzegowinischer Meister: 2009/10
  - Bosnisch-herzegowinischer Pokalsieger: 2010/11

- Istanbul BB / Istanbul Başakşehir FK
  - TFF 1. Lig: 2013/14
  - Süper Lig: 2019/20

- Trabzonspor
  - Türkischer Meister: 2021/22